# Maurice Houtart

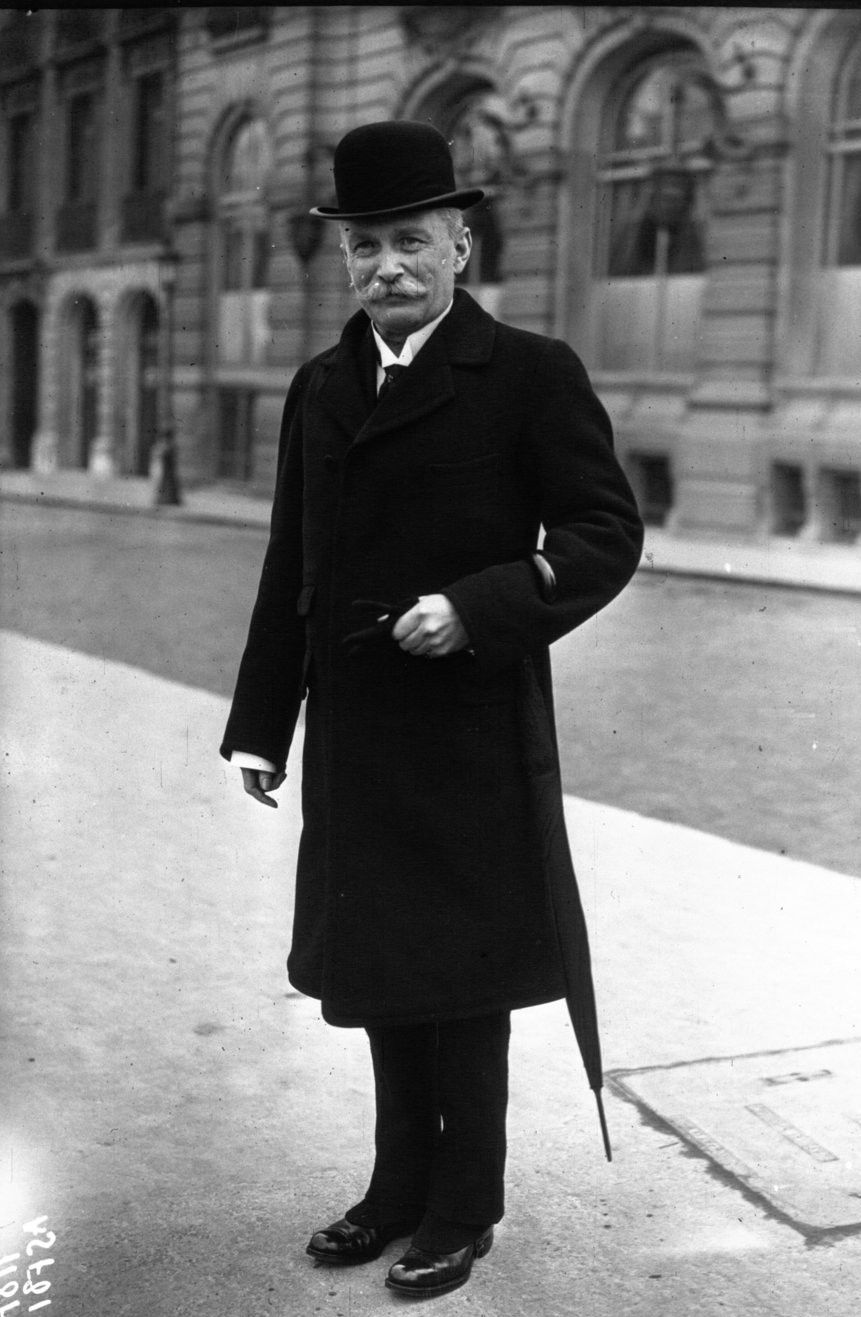
Maurice Houtart (1924)

Maurice Jules Marie Emmanuel Houtart (* 5. Juli 1866 in Tournai, Hennegau, Belgien; † 1. Februar 1939 in Brüssel) war ein belgischer Politiker der Katholischen Partei und Bankier.

## Leben
Houtart war der Sohn des Marie Edouard Emmanuël Jules Houtart und dessen Frau Marie Eugénie Eleuthérine Albertine (geborene Delevingne). Er hatte eine jüngere Schwester Marie Louise Pauline Natalie Ghislaine Houtart (* 24. Dezember 1868).
Nach dem Schulbesuch studierte er Rechtswissenschaften an der Université catholique de Louvain, wo er 1887 und 1888 (erstes Staatsexamen) seine Prüfungen mit großer Auszeichnung bestand. war nach der Promotion zum Doktor der Rechte als Bankier tätig. Er war seit Februar 1890 Mitglied der Historischen und Litterarischen Gesellschaft von Tournai (französisch Société historique et littéraire de Tournai) und seit dem 25. Mai 1894 Mitglied des Archäologischen Instituts in Lüttich französisch Institut archéologique liégeois.
Seine politische Laufbahn begann er 1895 mit der Wahl zum Mitglied des Gemeinderates von Tournai, dem er bis 1916 angehörte. Zugleich war er 1908 bis 1916 Schöffe (Beigeordneter) von Tournai. Nach dem Ende des Ersten Weltkrieges wurde er 1918 zum Mitglied der Abgeordnetenkammer gewählt. Nach seinem Ausscheiden aus der Abgeordnetenkammer war er von 1925 bis 1936 Mitglied des Senats und vertrat dort die Interessen der Arrondissements Tournai und Ath.
Am 20. Mai 1926 wurde Houtart von Premierminister Henri Jaspar zum Finanzminister in dessen Regierung berufen und behielt dieses Amt fast sechs Jahre lang auch unter dessen Nachfolger Jules Renkin bis zum 27. Februar 1932. Zugleich war er zwischen 1926 und 1927 auch Kolonialminister. Für seine Verdienste wurde er am 22. Februar 1932 mit dem Ehrentitel Staatsminister ausgezeichnet.
Nach seinem Ausscheiden aus der Regierung war von 1932 bis zu seinem Tode 1939 Präsident der Banque de Bruxelles.